# ناحیه فارم ایسلند، شهرستان ایتکین، مینه سوتا
ناحیه فارم ایسلند (به انگلیسی: Farm Island Township) یک منطقهٔ مسکونی در ایالات متحده آمریکا است که در شهرستان ایتکین، مینه‌سوتا واقع شده‌است.
 ناحیه فارم ایسلند ۹۲٫۵ کیلومتر مربع مساحت و ۱٬۰۹۹ نفر جمعیت دارد و ۳۸۳ متر بالاتر از سطح دریا واقع شده‌است.